# Conflicted virtue
Als conflicted virtue (englisch konfliktbehaftete Tugend) bezeichnet man in der Volkswirtschaftslehre eine Situation, in der ein Land am Kapitalmarkt nicht in eigener Währung verleihen kann und daher Kredite in ausländischer Währung vergeben muss.

„Any international creditor country that cannot lend in its own currency cumulates a currency mismatch that we call the syndrome of conflicted virtue.“

Eine solche Situation stellt also den Gegenpol zur Original Sin dar. Sie tritt ein, wenn ein "tugendhaftes" ("virtues") Land mit hoher Sparquote durch einen Zahlungsbilanzüberschuss über einen längeren Zeitraum immer größere Währungsreserven aufbaut. Problematisch ist dies vor allem für die Inländer (z. B. Chinesen) falls sie gezwungen sind, z. B. wegen internationaler Handelsbeziehungen hohe Reserven der Fremdwährung (z. B. Dollar) zu halten, denn sollte ihre Währung aufgewertet werden (d. h. für dieses Beispiel für gehaltene Dollar weniger ihrer Alltagswährung Yuan zu bekommen), würde sich ihre Vermögensposition verschlechtern.